# Zak en As
Zak en As was een Nederlandse cabaretgroep, die bestond uit Justus van Oel en Erik van Muiswinkel.
In 1985 wonnen ze, begeleid door Eric Eijgenraam, het Leids Cabaretfestival.
In 1989 werd Eijgenraam vervangen door Diederik van Vleuten, maar in 1991 was Van Oel uitgekeken op het cabaret en hief hij Zak & As op. Maarten Wansink deed mee bij het laatste programma als speler en regisseur.
In latere jaren werkten de leden van Zak & As nog op verschillende manieren met elkaar samen. Van Oel schreef voor Erik van Muiswinkel de voorstelling De Mensenvriend en Van Muiswinkel en Diederik van Vleuten werkten veel samen. Zo traden ze op als cabaretduo. Daarnaast zijn ze te zien in de televisieprogramma's Kopspijkers en Studio Spaan. In 2001 werkten Van Oel, Van Muiswinkel en Van Vleuten mee aan Mannen voor vrouwen.